# Stazione di Portsmouth Harbour
La stazione di Portsmouth Harbour (in inglese Portsmouth Harbour railway station) è la principale stazione ferroviaria di Portsmouth, in Inghilterra.